# Gustave-Maximilien-Juste de Croÿ-Solre
Gustave-Maximilien-Juste de Croÿ-Solre, francoski rimskokatoliški duhovnik, škof in kardinal, * 12. september 1773, Vieux-Condé, † 1. januar 1844.

## Življenjepis
3. novembra 1797 je prejel duhovniško posvečenje.
8. avgusta 1817 je bil imenovan za škofa Strasbourga; 23. avgusta 1819 je bil potrjen in 9. januarja 1820 je prejel škofovsko posvečenje.
4. julija 1823 je bil imenovan za nadškofa Rouena in 17. novembra istega leta je bil potrjen.
21. marca 1825 je bil povzdignjen v kardinala in 21. maja 1829 je bil ustoličen kot kardinal-duhovnik S. Sabina.